# Venec
Venec (in bulgaro Венец?) è un comune bulgaro situato nella regione di Šumen di 13 442 abitanti (dati 2009). La sede comunale è nella località omonima.

## Località
Il comune è formato dall'insieme delle seguenti località:
- Borci
- Bojan
- Bujnovica
- Černoglavci
- Dennica
- Drenci
- Gabrica
- Izgrev
- Jasenkovo
- Kapitan Petko
- Osenovec
- Strahilica
- Venec (sede comunale)